# Szithathorjunet

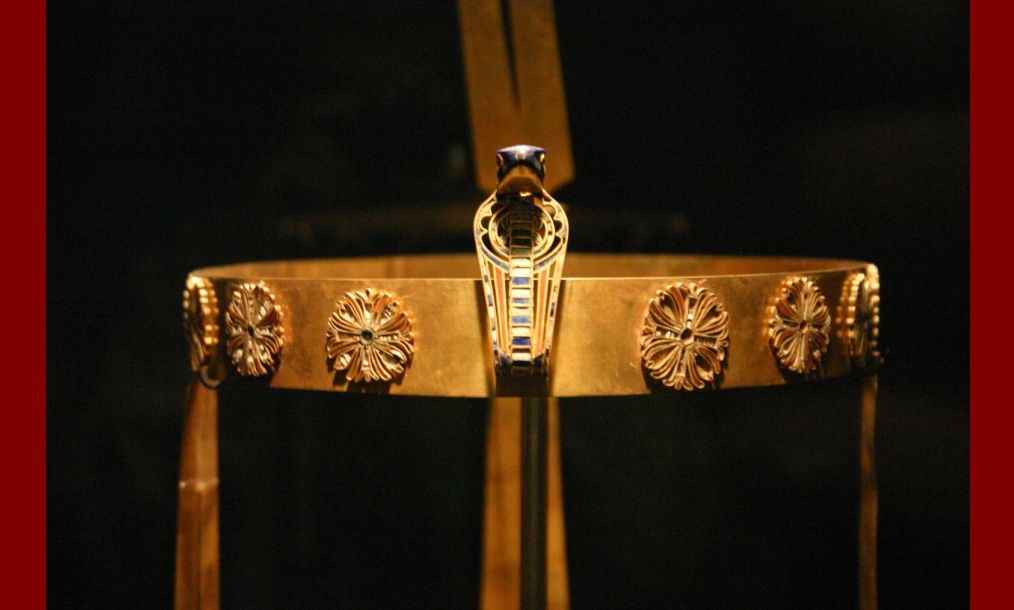
Szithathorjunet diadémja

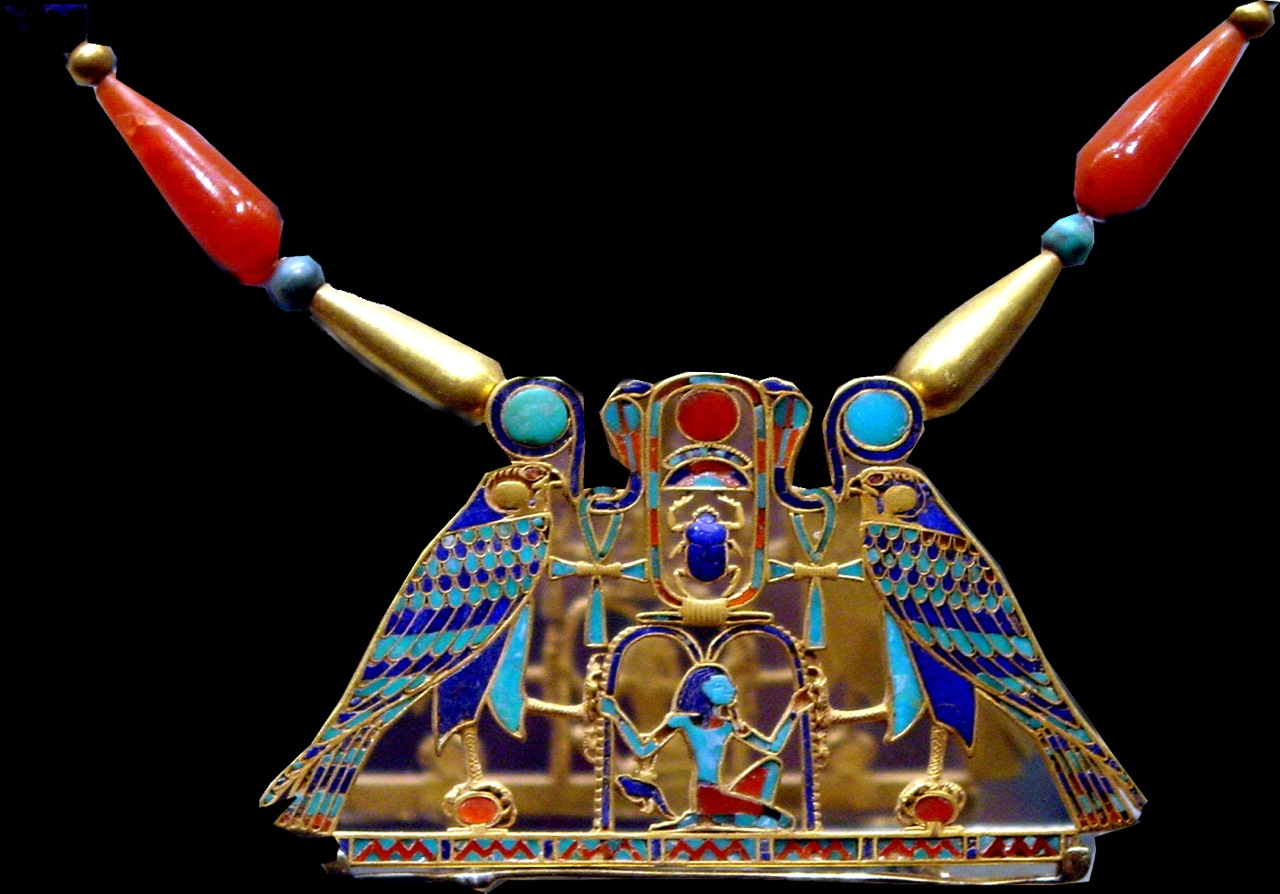
Melldísz II. Szenuszert nevével

Szithathorjunet (z3.t-ḥ3tḥr-ỉwn.t, jelentése: „a denderai Hathor leánya”) ókori egyiptomi hercegnő és királyné a XII. dinasztia idején. Valószínűleg II. Szenuszert leánya és III. Szenuszert felesége. Sírjában talált ékszereiről ismert.
Sírját II. Szenuszert sírja közelében találták meg, innen feltételezik, hogy az ő gyermeke, így a fáraó öt ismert gyermekének (III. Szenuszert, Szenuszertszoneb, Itakait, Nofret, Szithathorjunet) és három leányának egyike. Viselte a „király felesége” címet, valószínűleg III. Szenuszert felesége volt. A káhúni piramiskomplexumban temették el, itt találták meg ékszereit, köztük egy diadémot és melldíszeket 1914-ben; ma a kairói Egyiptomi Múzeumban és New Yorkban őrzik őket. Az ékszereken apja és III. Amenemhat neve is szerepel, ami azt jelzi, utóbbinak az uralkodása alatt hunyt el. Neve és címei kanópuszedényein és egy, a sírjában talált alabástromedényen maradtak fenn.
A sírt 1914-ben tárta fel Flinders Petrie és Guy Brunton. Már az ókorban kirabolták, de egy fülke elkerülte a rablók figyelmét. Itt találták meg több ládika maradványai közt az ékszereket (többek közt két melldíszt, egy aranykoronát, nyakláncokat és karkötőket), és kozmetikai cikkeket, például borotvákat, egy tükröt és vázákat. Az itt talált ékszerek a legmagasabb minőségű ókori egyiptomi ékszerek közé tartoznak. Az egyik melldíszen II. Szenuszert, a másikon III. Amenemhat neve szerepelt, utóbbié több karperecen is. A legtöbb ékszer aranyból készült, drágakőberakással. A legtöbbjük ma a New York-i Metropolitan Museumban található, kivéve a koronát, ami a kairói Egyiptomi Múzeumban. A fa ládika szétkorhadt, de részben rekonstruálható.

## Külső hivatkozások
- G. Brunton: Lahun I: The Treasure (BSAE 27 en ERA 20 (1914)), London 1920 a könyv online